# Árbol de navidad (Liszt)

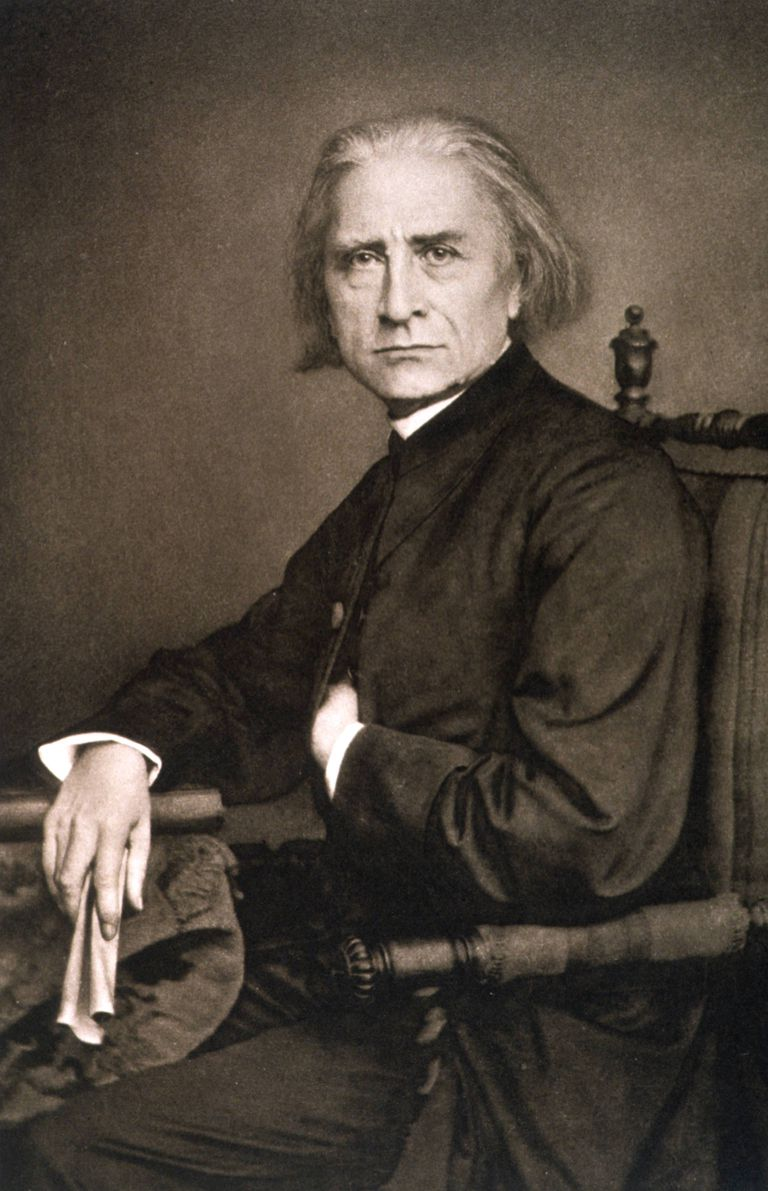
Liszt - 1870

Árbol de navidad (Weihnachtsbaum) es un conjunto de 12 piezas escritas por Franz Liszt en 1873-1876, con revisiones de 1881. La suite existe en versiones para piano solo y para piano a cuatro manos. Weihnachtsbaum no exige un gran virtuosismo y ha sido descrita como un pariente lejano de las Kinderszenen de Schumann y el Children's Corner de Debussy. Ocupa un lugar inusual en la producción de Liszt y puede ser por estas razones por lo que haya recibido relativamente poca atención por parte de sus intérpretes.

## Origen
Liszt dedicó Weihnachtsbaum a su primera nieta Daniela von Bülow (1860-1940; hija de Cosima y Hans von Bülow). Daniela había acompañado a su abuelo a Roma debido a su frágil estado de salud. La primera interpretación fue el día de Navidad de 1881 en la habitación de Daniela del hotel que ocupaban en Roma. Este era el día en el que su madre Cósima siempre celebraba su cumpleaños, aunque en realidad nació en Nochebuena.

## Estructura
Varias de las piezas están basadas en villancicos. Las piezas individuales son:
1. Psallite; Altes Weihnachtslied ( Psallite; Antigua canción de Navidad; originalmente una obra coral de Michael Praetorius )
2. ¡Oh heilige Nacht! ; Weihnachtslied nach einer alten Weise (  ¡Oh Santa Noche!; Canción navideña en estilo antiguo )
3. In dulci jubilo: Die Hirten an der Krippe ( In dulci jubilo: Los pastores en el pesebre )
4. Adeste fideles: Gleichsam als Marsch der heiligen drei Könige ( Adeste Fideles: Marcha de los Reyes Magos )
5. Scherzoso: Man zündet die Kerzen des Baumes an ( Scherzoso: Encendiendo las velas del árbol )
6. Glockenspiel ( Carillón )
7. Schlummerlied ( Canción del sueño )
8. Altes provenzalisches Weihnachtslied ( Antigua canción navideña provenzal )
9. Abendglocken ( Campanas nocturnas )
10. Ehemals ( Viejos tiempos )
11. Ungarisch ( húngaro; esta está dedicado por separado al amigo de Liszt, Kornél Ábrányi [1])
12. Polnisch ( polaca ).

La obra está dividida en tres libros de cuatro piezas cada uno. No todas las piezas tienen una conexión navideña. En particular, se cree que las tres últimas piezas son de naturaleza autobiográfica y describen la relación de Liszt con la princesa Carolyne zu Sayn-Wittgenstein. Se dice que Ehemals representa su primer encuentro y es similar en humor y espíritu a los Valses oubliées. Se dice que Ungarisch y Polnisch representan a Liszt y Carolyne individualmente.  

## Versiones
La primera versión fue para piano solo, escrita en 1873-1874. Esta versión no fue publicada y está catalogada como S. 185a.
Aproximadamente en 1875, Liszt las arregló para piano a cuatro manos (S. 612a). Esta tampoco fue publicada.
La versión para piano solo (o armonio) fue revisada entre 1874 y 1876 (S. 186) y la versión para piano a cuatro manos fue revisada entre 1876 y 1881 (S. 613). Ambas revisiones sí fueron publicadas en 1882 por Adolph Fürstner, Berlín.
La pieza n.° 2, ¡Oh heilige Nacht!, fue revisada en 1881 para tenor solo, coro femenino y órgano o armonio (S. 49).
La versión para piano solo de la pieza n.° 7. Schlummerlied fue revisada en 1879-81 (S. 186/7a) y publicada por Schirmer en Nueva York, en 1950.  El manuscrito pasó a manos del alumno estadounidense de Liszt, Carl Lachmund (1857-1928). Fue descubierto entre un fajo de papeles variados que le entregó el ayuda de cámara de Liszt. Lachmund no sabía que pertenecía específicamente al ciclo Weihnachtsbaum y dice en el prólogo: "El número romano VII sobre el título indicaría que la pieza podría haber estado destinada a alguna colección". Esta última versión de Schlummerlied fue interpretada por primera vez en el Aeolian Hall de Nueva York el 12 de noviembre de 1921 por John Powell. 

## Grabaciones
La primera grabación del ciclo Weihnachtsbaum de Liszt fue en 1951, por Alfred Brendel. Esta fue también una de las primeras grabaciones de Brendel, que siempre estuvo muy apegado a Liszt.  Las grabaciones posteriores son de France Clidat, Leslie Howard, Rhondda Gillespie, Roland Pöntinen, Eteri Andjaparidze, Jerome Rose, Pietro Spada y Olivier Vernet. Vladimir Horowitz, Ilona Kabos, Stephen Hough y otros han grabado extractos. La versión para piano a cuatro manos (S. 613) fue grabada por Roberto Szidon y Richard Metzler. Lars Kellner grabó el primer libro del 'Weihnachtsbaum' con armonio. 

## Otros arreglos
En 1952 Anthony Collins arregló cuatro movimientos del ciclo para cuerdas y celesta.  El compositor italiano Giampaolo Testoni ha arreglado todo el ciclo para crear una suite para orquesta,  al igual que el músico británico Rob Howe. 